# Maniac (minissérie)
Maniac é uma minissérie americana de comédia dramática criada por Patrick Somerville, dirigia por Cary Fukunag que estreou em 21 de setembro de 2018 na Netflix. A série é baseada em uma série norueguesa criada por Espen PA Lervaag e Håkon Bast Mossige.

## Premissa
Centrada nas experiências de Owen (Jonah Hill) e Annie (Emma Stone), é uma imersão em profundezas psíquicas dos personagens, com alusão ao universo literário, sem perder o tom do humor.
Com estética dos anos 1980, embora situada em um tempo futuro, desprende-se do realismo e conduz o público a jornadas fantásticas, que muito sugerem sobre a existência vazia e virtual da sociedade de hoje. Faz isso por meio da rotina e dos traumas da dupla.
Na trama, tanto Owen quanto Annie se sentem deslocados no meio em que vivem. Também têm em comum a ideia de não pertencimento à família. Solitários e depressivos, acabam virando cobaias de um medicamento que promete sanar transtornos mentais.

## Elenco

### Regular
- Emma Stone como Annie Landsberg
- Jonah Hill como Owen Milgrim
- Justin Theroux como Dr. James K. Mantleray
- Sonoya Mizuno como Dr. Azumi Fujita,
- Sally Field como Dr. Greta Mantleray/GRTA

### Recorrente
- Kathleen Choe
- Danny Hoch como 5
- Allyce Beasley
- Stephen Hill
- James Monroe Iglehart
- Dai Ishiguro
- Sejal Shah como First Medical Tech
- Billy Magnussen como Jed Milgrim
- Julia Garner como Ellie Landsberg
- Nate Craig
- Jemima Kirke
- Jesse Magnussen
- Alexandra Curran como Holly Milgrim
- Rome Kanda como Dr. Robert Muramoto
- Aaralyn Anderson como Belle Milgrim / Danielle Marino / Australia
- Cailin Loesch como McMurphy Twin / Lady of Arquesta

## Produção

### Desenvolvimento
Em 18 de março de 2016, foi anunciado que a Paramount Television e o Anonymous Content estavam produzindo uma série de televisão a ser dirigida por Cary Fukunaga. A série de comédia de meia hora foi produzida por Fukunaga, Emma Stone e Jonah Hill, Michael Sugar e Doug Wald. Ashley Zalta também foi anunciada como produtora co-executiva. Na época, a série estava sendo comprada em várias redes e buscava um escritor. Menos de uma semana depois, foi anunciado que a Netflix estava finalizando um acordo para um pedido direto para uma primeira temporada consistindo de dez episódios.
Em 21 de outubro de 2016, foi anunciado que Patrick Somerville escreveria a série.

### Seleção de elenco
Juntamente com o anúncio inicial da série, foi relatado que Emma Stone e Jonah Hill estavam finalizando acordos para estrelar a série. Em agosto de 2017, foi anunciado que Sonoya Mizuno havia sido escalada como regular e que Justin Theroux e Julia Garner apareceriam em uma capacidade recorrente. Em 13 de setembro de 2017, foi relatado que Jemima Kirke havia sido escalada para um papel recorrente. Em 5 de outubro de 2017, foi anunciado que Sally Field havia se juntado ao elenco em um papel recorrente.

### Gravações
As gravações começaram no dia 15 de agosto de 2017 em Nova York e terminaram no mês de novembro do mesmo ano.

## Lançamento
A primeira temporada de Maniac estreou na Netflix em 21 de setembro de 2018.

### Marketing
Em 18 de abril de 2018, a Netflix lançou as primeiras imagens oficiais da série. Em 29 de julho de 2018, foi lançado o teaser da série.